# تحسس
التحسس هو نوع من التعلم غير الترابطي حيث يؤدي التعرض المتكرر للمحفز إلى التضخيم التدريجي للاستجابة. غالبًا ما تتميز هذه العملية بتعزيز الاستجابة ليس فقط للمحفزات المتكررة ولكن أيضًا لفئة أوسع من المحفزات. على سبيل المثال، قد يؤدي التعرض لمحفز مؤلم بشكل متكرر إلى زيادة الحساسية ليس فقط لذلك المحفز المحدد ولكن أيضًا لمحفزات أخرى مثل الضوضاء العالية.

## تاريخ
كان إريك كاندل من أوائل الذين درسوا الأساس العصبي للحساسية، حيث أجرى تجارب في ستينيات وسبعينيات القرن الماضي على منعكس سحب الخياشيم لدى كائن البزاقة البحرية (نوع من الرخويات البحرية). قام كاندل وزملاؤه في البداية بتعويد المنعكس من خلال تحفيز سيفون (هيكل يشبه الأنبوب) الحيوان بشكل متكرر، مما أدى إلى إضعاف الاستجابة. ثم قاموا بعد ذلك بربط المحفز الكهربائي الضار بالذيل مع لمس السيفون، مما تسبب في ظهور استجابة انسحاب الخياشيم مرة أخرى. بعد ذلك، أثارت لمسة خفيفة للسيفون وحده استجابة قوية لسحب الخياشيم، واستمرت لعدة أيام. في عام 2000، وتقديرًا لأبحاثه الرائدة حول عمليات التعلم العصبي، حصل إريك كاندل على جائزة نوبل في علم وظائف الأعضاء أو الطب.

## أنواع التحسس
يشير التحسس إلى العملية التي من المرجح فيها أن يستجيب المستقبل الخلوي لمحفز (أكثر فعالية). وهناك عدة أنواع مختلفة من التحسس:
- يتسبب التحفيز الكهربي أو الكيميائي لـحصین الجرذان في تقوية الإشارات المشبكية، وهي عملية معروفة باسم التقوية طويلة المدى أو LTP.[7] وقد تم اقتراح عملية التقوية طويلة المدى لـمستقبلات AMPA كآلية محتملة تشكل أساس الذاكرة والتعلم في المخ البشري.
- وهناك نوع آخر من التحسس وهو الاضطرام حيث يؤدي التحفيز المتكرر للخلايا العصبية الحصينية أو اللوزانية في الجهاز الحوفي إلى تعرض حيوانات التجارب لـنوبات مرضية. فبعد أن يبدأ التحسس، لا يلزم سوى قدر ضئيل من التحفيز لإحداث النوبات. ومن ثم تم اقتراح الاضطرام كنموذج لـصرع الفص الصدغي لدى البشر، حيث أن التحفيز من نوع متكرر (كالأضواء الوامضة على سبيل المثال) من الممكن أن يتسبب في حدوث نوبات الصرع.[8] في الغالب تظهر على الأشخاص الذين يعانون من صرع الفص الصدغي أعراض بعض التأثيرات السلبية مثل القلق والاكتئاب الذي قد يكون ناتجًا عن خلل في الوظائف الحوفية.[9]
- النوع الثالث هو التحسس المركزي، حيث تصبح الخلايا العصبية المستقبلة في القرون الظهرية لـالنخاع الشوكي تحسسية بسبب تلف النسيج الطرفي أو التهابه.[10] وقد تم اقتراح هذا النوع من التحسس كآلية سببية ممكنة لحالات الألم المزمن.
- يحدث التحسس للمخدرات في حالات إدمان المخدرات، ويعّرف بأنه تأثير زائد للمخدرات عقب تناول جرعات متكررة منها (عكس القدرة على تحمل المخدرات). وقد يرتبط الإدمان أيضًا بزيادة (التحسس) الرغبة في تعاطي المخدرات عند مواجهة المحفز البيئي المقترن بتعاطي المخدرات أو مؤشرات المخدرات. وربما تساهم هذه العملية في خطر تعرض المدمنين الذين يحاولون الإقلاع عن التعاطي للانتكاس.[11] وينطوي هذا التحسس على تغييرات في إرسال الدوبامين الميزولمبي بالمخ، فضلاً عن جزيء داخل الخلايا العصبية الميزولمبية يطلق عليه دلتا FosB.

تشير هذه الأنواع المختلفة إلى أن التحسس من الممكن أن يشكل أساسًا لكل من الوظائف المرضية والتكيفية لدى الكائنات الحية.

## مسببات الأمراض
يُشار إلى التحسس باعتباره آلية سببية أو محافظة في نطاق واسع من الأمراض غير المترابطة بما في ذلك تعاطي المخدرات وإدمانها والحساسية والربو وبعض الأعراض مجهولة السبب الطبي مثل الألم العضلي الليفي والحساسية الكيميائية المتعددة. كما أشير إلى التحسس أيضًا فيما يتعلق بالاضطرابات النفسية مثل اضطراب الكرب التالي للرضح والقلق المرضي الحاد والاضطرابات المزاجية.

## معلومات تاريخية
كان إريك كاندل (Eric Kandel) من أوائل الذين درسوا الأساس العصبي للتحسس استنادًا إلى تجاربه التي لاحظ فيها انسحاب الخيشوم من البزاق في الستينيات والسبعينيات من القرن العشرين. وأوضح كاندل وزملاؤه أن بعد التأقلم على لمس المثعب (عطلة الاستجابة بسحب الخيشوم)، ومع وضع محفز كهربي مزدوج ضار على الذيل ولمس المثعب، لوحظ انسحاب الخيشوم مرة أخرى. وبعد عملية التحسس هذه، ومع لمس المثعب لمسة خفيفة وعدم تعريض الذيل للمحفز الضار، صدرت عن البزاق استجابة قوية بسحب الخيشوم. وعند إجراء هذا الاختبار مرة أخرى بعد عدة أيام من التجارب الأولية، كانت هذه الاستجابة لا تزال واضحة (بعد سكوير وكاندل، 1999). وقد حصل إريك كاندل على جائزة نوبل في الطب أو علم وظائف الأعضاء عام 2000 عن أبحاثه في مجال عمليات التعلم العصبية.